# دیوید لارروبیا
دیوید لارروبیا (انگلیسی: David Larrubia؛ زادهٔ ۲۰ آوریل ۲۰۰۲) بازیکن فوتبال اهل اسپانیا است.
وی همچنین در تیم‌های ملی فوتبال زیر ۱۷ سال اسپانیا و زیر ۱۸ سال اسپانیا بازی کرده‌است.